# Gotzkow

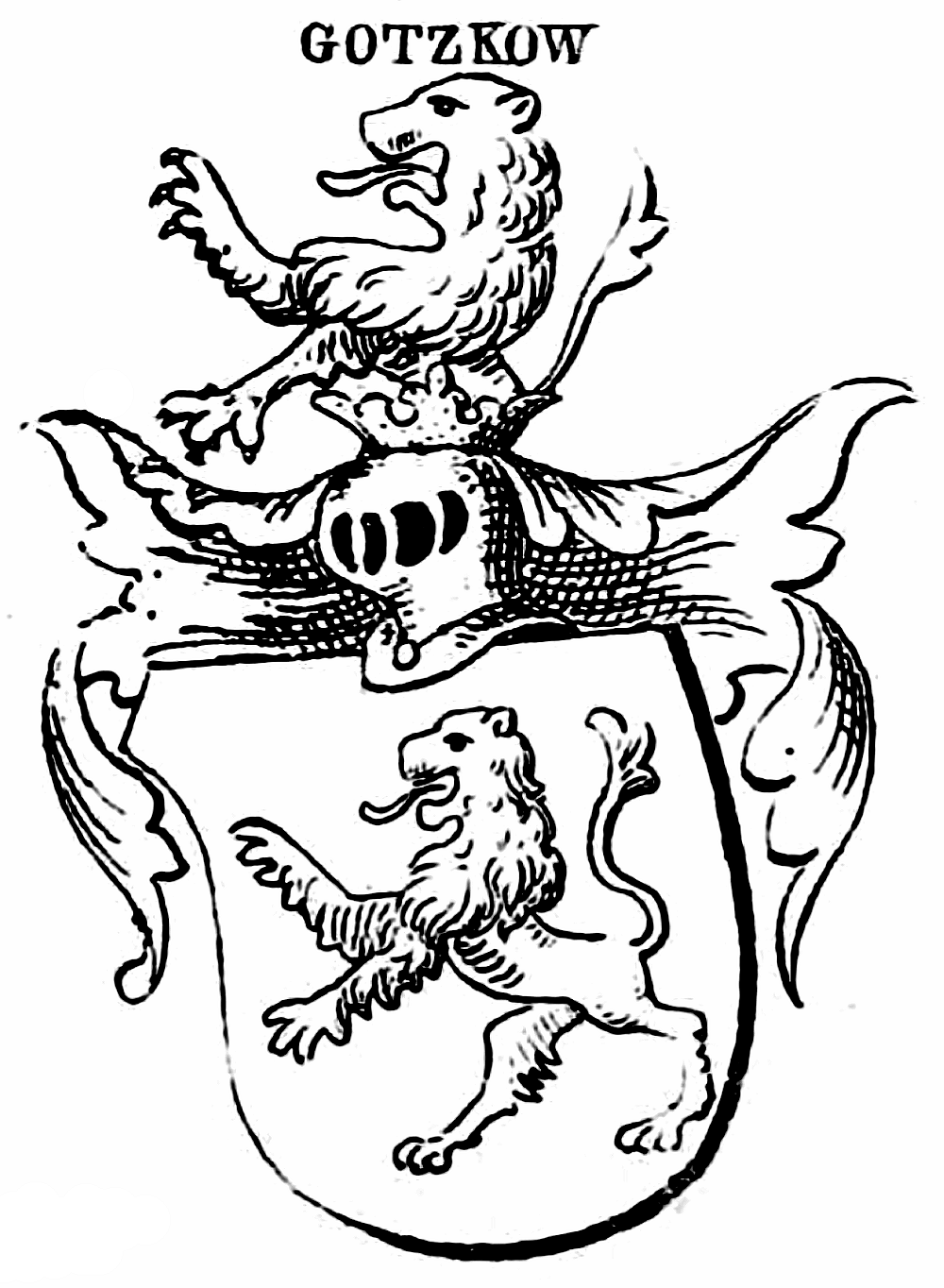
Wappen derer von Gotzkow

Gotzkow ist der Name eines preußischen Adelsgeschlechts.

## Geschichte
Die Familie Gotzkow war im 18. und 19. Jahrhundert in Ostpreußen begütert und entsandte zahlreiche Söhne als Offiziere in die Preußische Armee.

## Historischer Güterbesitz
Abscheningken, Elkinehlen, Ernstburg, Grieben, Hanswalde, Lenkimmen, Pesseln, Pilkallen, Schönheide, Szameitschen, Tartaren, Trempen, Warnaschlen, alle im Kreis Darkehmen; Jakunowen im Kreis Angerburg; Jerlauken im Kreis Insterburg; Eszerischken im Kreis Gumbinnen; Damerau, Popowken, Pröck, Groß Sobrost alle im Kreis Gerdauen; sowie Alkinelen und Gravenheide.

## Wappen
Das Stammwappen zeigt im Schild einen Löwen, denselben auf dem Helm wachsend.

## Angehörige
- Gustav Ludwig von Gotzkow (1789–1841), preußischer Major, bis 1817 Kapitän im Grenadier-Regiment Alexander, 1812 Ritter des Orden Pour le Mérite